# محكمة سيدي أمحمد
محكمة سيدي أمحمد أو محكمة رمضان عبان هي محكمة ابتدائية تابعة لمجلس قضاء الجزائر تحت وصاية وزارة العدل الجزائرية.
وتقع هذه المحكمة في بلدية الجزائر الوسطى ضمن دائرة سيدي أمحمد بولاية الجزائر.

## نبذة تاريخية
تم إنشاء محكمة سيدي أمحمد في 9 سبتمبر 1830م أثناء الاحتلال الفرنسي للجزائر ضمن عملية تنظيم القضاء في مدينة الجزائر.
وكانت هذه المحكمة الابتدائية متكونة آنذاك من:
1. رئيس المحكمة.
2. نائب رئيس المحكمة.
3. قاضي التحقيق.
4. خمسة قضاة.
5. كاتب المحكمة.
6. مساعدون محلفون لكاتب المحكمة.
7. وكيل النيابة.
8. مساعدان لوكيل النيابة.

وكانت هذه المحكمة تتكون من غرفتين، الغرفة المدنية المكلفة بالشؤون العامة والتي كان يترأسها رئيس المحكمة، والغرفة الجزائية المكلفة بالقضايا الجزائية والتي كان يترأسها عادة نائب رئيس المحكمة.
وكانت جلسات الغرفتين لا تعقد إلا بوجود ثلاث قضاة على الأقل.

## مبنى المحكمة
تم الشروع في بناء محكمة سيدي أمحمد في سنة 1875م.
وكان المهندس المعماري بول جيون (1838م-1904م) (بالفرنسية: Paul Gion) هو الذي صمم هذا المبنى القضائي آنذاك.
وجاءت هذه البناية وفق عمارة كلاسيكية جديدة هي الطابع العام في الهيئات الرسمية في مدينة الجزائر آنذاك.
وانتهت أشغال البناء في سنة 1885م ليتم تدشين المقر الذي أخذ اسم «قصر العدالة».
وتم إحداث العديد من التعديلات والترميمات على هذه المحكمة بعد البدء في استغلالها.

## الموقع
تقع محكمة سيدي أمحمد غير بعيد عن ميناء الجزائر والطريق الوطني رقم 11 في بلدية الجزائر الوسطى.
وهذا الموقع الرائع في الشريط الساحلي والواجهة البحرية، في إطار مشروع تهيئة خليج الجزائر، يجعل منه موقعا استراتيجيا.
تقع هذه المحكمة في وسط مدينة الجزائر العاصمة، وتطل على خليج الجزائر والبحر الأبيض المتوسط.
وتقع هذه الهيئة القضائية في شمال متيجة.

## دائرة الاختصاص
دائرة اختصاص محكمة سيدي أمحمد مضبوطة ضمن مجلس قضاء الجزائر:
| المحكمة    | الدائرة          | البلديات                                                                                   |
| ---------- | ---------------- | ------------------------------------------------------------------------------------------ |
| سيدي أمحمد | دائرة سيدي أمحمد | • بلدية سيدي أمحمد • بلدية الجزائر الوسطى • بلدية بلوزداد • بلدية المدنية • بلدية المرادية |

## رؤساء المحكمة
| رقم | رئيس المحكمة     | البداية         | النهاية |
| --- | ---------------- | --------------- | ------- |
| 01  | عبد الحكيم دعلاش | 27 جويلية 2007م | 2013م   |
| 02  | محمد جيمان       | 27 جويلية 2013م | 2016م   |

## وكلاء الجمهورية
| رقم | وكيل الجمهورية   | البداية         | النهاية      |
| --- | ---------------- | --------------- | ------------ |
| 01  | محمد الطاهر عابد | 27 جويلية 2016م | 14 أوت 2001م |
| 02  | خالد العيفة      | 14 أوت 2001م    | 14 أوت 2003م |
| 03  | خالد الباي       | 27 جويلية 2016م | 2016م        |

## القضاة
يبلغ عدد القضاة العاملين في محكمة سيدي أمحمد تعداد 52 قاضيا.

## استئناف الأحكام
يتم الطعن في الأحكام الصادرة عن محكمة سيدي أمحمد لدى مجلس قضاء الجزائر والمحكمة العليا الجزائرية.
ويتم هذا الطعن في الأحكام الصادرة إما بالمعارضة أو بالاستئناف.

## المؤسسات العقابية
تلجأ محكمة سيدي أمحمد إلى وضع بعض المواطنين في مراكز خاصة من أجل استنفاد مدة العقوبة التي يستأهلونها، وعددها اثنان:
1. مؤسسة إعادة التربية والتأهيل بالحراش.[28]
2. مؤسسة إعادة التربية والتأهيل بالقليعة.[29]

## استقبال المتقاضين
يتم استقبال المتقاضين والمواطنين في محكمة سيدي أمحمد خلال أيام استقبال أسبوعية محددة أو استثنائية.
يستقبل رئيس المحكمة في مكتبه خلال صبيحة يومي الأحد والأربعاء.
يستقبل وكيل الجمهورية في مكتبه كذلك خلال يومي الأحد والأربعاء.

### مواضيع ذات صلة
- ولاية الجزائر
- دائرة سيدي أمحمد
- بلدية الجزائر الوسطى
- وزارة العدل الجزائرية
- المحكمة العليا الجزائرية
- مجلس قضاء الجزائر
- المجلس الدستوري الجزائري
- هياكل المحكمة العامة بالجزائر
- نقابة المحامين في الجزائر
- الهيئة العليا المستقلة لمراقبة الانتخابات الجزائرية
- سيدي أمحمد بوقبرين
- رمضان عبان

### وصلات خارجية
- الموقع الرسمي لوزارة العدل الجزائرية
- الموقع الرسمي لمجلس قضاء الجزائر نسخة محفوظة 13 أبريل 2018 على موقع واي باك مشين.